# (14845) Hegel
(14845) Hegel est un astéroïde de la ceinture principale.

## Description
(14845) Hegel est un astéroïde de la ceinture principale. Il fut découvert par Freimut Börngen le 3 novembre 1988 à Tautenburg. Il présente une orbite caractérisée par un demi-grand axe de 3,9523 UA, une excentricité de 0,2386 et une inclinaison de 4,8995° par rapport à l'écliptique.
Il fut nommé en hommage au philosophe allemand Georg Wilhelm Friedrich Hegel.

## Compléments